# نازلی (مجموعه داستان)
نازلی نام مجموعه‌داستانی از منیرو روانی‌پور است.
داستان «رعنا» از این مجموعه برنده‌ی دورهٔ سوم (۱۳۸۲) جایزه‌ی گلشیری شده‌ است.
کتاب نازلی نخستین بار توسط نشر قصه در سال ۱۳۸۱ در تهران با شابک ‎۹۶۴−۵۷۷۶−۲۷−۹ منتشر شده‌ که در کتابخانه‌ی ملی ایران با کد ۸۱-۱۶۴۲۹م ثبت است. چاپ سوم این کتاب در بهار ۱۳۸۴، ۳۰۰۰ جلد شمارگان (تیراژ) داشت.
این کتاب ۱۰۳ صفحه دارد و طرح روی جلد آن اثر محمدعلی بنی اسدی است.
نازلی ازطرف خانم روانی‌پور به شهرنوش پارسی‌پور و آذر نفیسی تقدیم شده‌ است.

## داستان‌ها
- رعنا
- شیوا
- نازلی

## نمونه نثر
«فروختم. بیست هزار تومان. فوراً به خیابان شاه‌آباد رفتم، خیابانی که دارند نامش را عوض می‌کنند و می‌گذارند جمهوری، رفتم و کتاب‌های خودم را، آنهایی که مانده بود، به چند برابر قیمت خریدم. حاضر نمی‌شد آنها را پس بدهد، می‌گفت به یک مشتری قول داده. گفتم حاجی بگو چند و خلاصم کن، بعد به خانه آمدم. حالم خوش نبود. کتاب‌ها بوی نعش می‌دادند، بوی نعش خودم.»
- از داستان رعنا